# Lathrop (California)
Lathrop, fundada en 1989, es una ciudad ubicada en el condado de San Joaquín en el estado estadounidense de California. En el año 2008 tenía una población de 17,429 habitantes y una densidad poblacional de 246.2 personas por km².

## Geografía
Lathrop se encuentra ubicada en las coordenadas 37°49′1″N 121°17′19″O / 37.81694, -121.28861. Según la Oficina del Censo, la ciudad tiene un área total de 57 km² (22,0 mi²), de la cual 57 km² (22,0 mi²) es tierra y 0 km² (0 mi²) (0%) es agua.